# Gamil Ratib
Gamil Abou Bakr Ratib, dit Gamil Ratib (arabe : جميل راتب), est un comédien, et producteur de cinéma franco-égyptien, né le 18 août 1926 à Alexandrie (Égypte) et mort le 19 septembre 2018 au Caire (Égypte),.

## Biographie
Né dans une famille aisée du Caire d'un père égyptien et d'une mère française, il est le neveu de la féministe égyptienne Huda Sharawi et le demi-frère de l'acteur Ahmed Rateb. Après l'obtention de son baccalauréat, il est admis à la faculté de droit au Caire avant de se rendre à Paris pour terminer ses études supérieures de droit et d'économie. En parallèle, il suit des cours de théâtre ce qui va lui permettre de rejoindre la Comédie-Française et c'est ainsi qu'il s'affiche en 1947 dans la pièce Très ado sans rien inspirée de Shakespeare.
Sa première apparition au cinéma a eu lieu en 1956 dans le film Je suis l'Orient (أنا الشرق (فيلم) (ar)) aux côtés notamment de l'actrice française Claude Godard. Il apparaît par la suite dans plusieurs pièces de théâtre, productions télévisées et films égyptiens et internationaux et il parvient au même temps à obtenir des rôles importants dans plusieurs films internationaux comme Lawrence d'Arabie,.
Comédien de talent et acteur engagé, il prenait régulièrement position pour les libertés individuelles sur les plateaux de Talk-show égyptiens et arabes. Il se retrouve également à l'affiche d'une dizaine de films en Égypte, en France et en Tunisie.

## Filmographie

### Cinéma
- 1956 : Je suis l'Orient (أنا الشرق)

- 1956 : Trapèze (Trapeze) de Carol Reed : Stefan
- 1957 : L'Aventurière des Champs-Élysées de Roger Blanc
- 1958 : Les amoureux sont seuls au monde : un spectateur au concert
- 1962 : Lawrence d'Arabie (Lawrence of Arabia) de David Lean : Majid
- 1964 : Banco à Bangkok pour OSS 117 d'André Hunebelle : Akhom
- 1964 : Un monsieur de compagnie de Philippe de Broca : le maharadjah
- 1965 : Train d'enfer de Gilles Grangier : l'Émir Ali Salim
- 1967 : Peau d'espion d'Édouard Molinaro : Belloum
- 1975 : Qui devrions-nous tirer ? (en) (على مَن نطلق الرَصاص؟)
- 1975 : Le menteur (الكذاب)
- 1975 : Face-à-face (وجها لوجه)
- 1976 : Amour de première année (سنة أولى حب)
- 1976 : Une maison sans tendresse (بيت بلا حنان)
- 1976 : Le diable frappe à ta porte (الشيطان يدق بابك)
- 1976 : Assez, mon cœur (كفاني يا قلب)
- 1977 : Une femme qui recherche l'amour (فتاة تبحث عن الحب)
- 1978 : Voyageur sans route (en)  (مسافر بلا طريق)
- 1978 : Une fille pas comme les autres (بنت غير كل البنات)
- 1978 : Une femme enracinée en moi (امرأة في دمي)
- 1978 : Chafika et Metwali (en) d'Aly Badrakhan : Afandina (شفيقة و متولي)
- 1979 : Grimper vers l'abîme (الصعود إلى الهاوية)
- 1979 : Pas de consolation pour les dames (و لا عزاء للسيدات)
- 1979 : Elle a peur de quelque chose (خائفة من شيء ما)
- 1980 : Une histoire derrière chaque porte (حكاية وراء كل باب)
- 1980 : Sirène (عروس البحر)
- 1980 : Chaâbane en plein crise (شعبان تحت الصفر)
- 1981 : Derrière les murs de l'université (خلف أسوار الجامعة)
- 1981 : La divinatrice (العرافة)
- 1982 : L'Étoile du Nord de Pierre Granier-Deferre : Nemrod Lobetoum
- 1983 : Les monstres de port (وحوش الميناء)
- 1983 : Un amour dans la prison (حب في الزنزانة)
- 1983 : Les voleurs de lapins (إنهم يسرقون الأرانب)
- 1984 : La mer des illusions (بحر الأوهام)
- 1985 : Les années dangereuses (سنوات الخطر)
- 1985 : Adieu Bonaparte (وداعا بونابرت) de Youssef Chahine : Barthélémy
- 1986 : L'amertume (مرارة الأيام)
- 1986 : L'innocent (en) (البريء)
- 1986 : Le début (البداية)
- 1986 : Les nains qui arrivent (الأقزام قادمون)
- 1986 : Les bras de la peur (أحضان الخوف)
- 1986 : Ma fille et les loups (ابنتي و الذئاب)
- 1987 : Nawâra et la bête (نوارة و الوحش)
- 1987 : Le conquérant du temps (قاهر الزمن)
- 1987 : L'homme aux sept vies (راجل بسبع أرواح)
- 1987 : L'intifada (الانتفاضة)
- 1988 : Cas d'usure (حالة تلبس)
- 1988 : La fille du ministre (بنت الباشا الوزير)
- 1989 : La 3e classe (en) (الدرجة الثالثة)
- 1990 : La Dame du Caire de Moumen Smihi (سيدة القاهرة)
- 1992 : Poussière de diamant (شيشخان) de Fadhel Jaïbi et Mahmoud Ben Mahmoud : Si Abbes
- 1992 : Le bulldozer (البلدوزر)
- 1993 : Course contre le temps (سباق مع الزمن)
- 1994 : Du sang sur une robe blanche (دماء على الثوب الأبيض)
- 1995 : Jusqu'au bout de la nuit de Gérard Blain : Rousseau
- 1995 : Les oiseaux de ténèbres (طيور الظلام)
- 1996 : Un été à La Goulette (صيف حلق الوادي) de Férid Boughedir : Hadj Beji
- 1996 : Méfie-toi de l'eau qui dort, de Jacques Deschamps
- 1997 : La Nuit du destin d'Abdelkrim Bahloul
- 1999 : Gamal Abdel Nasser (جمال عبد الناصر)
- 2000 : Stand-by de Roch Stéphanik : le médecin
- 2001 : Un voyage amoureux (رحلة حب)
- 2003 : Un coup d'œil (من نظرة عين)
- 2003 : Le creuseur de la mer (حفار البحر)
- 2004 : La Danse éternelle, court métrage de Hiam Abbass : Saïd
- 2007 : Le premier amour (من نظرة عين)
- 2007 : Taymour et Shafiqa (تيمور و شفيقة)
- 2008 : L'aquarium (جنينة الاسماك)
- 2008 : La nuit des poupées (en) (ليلة البيبي دول)
- 2010 : Tête de turc de Pascal Elbé : Aram
- 2013 : Un nuage dans un verre d'eau de Srinath Samarasinghe : M. Noun

### Télévision
- 1956 : En votre âme et conscience, épisode : L'Affaire Prado de Jean Prat et Claude Barma
- 1963 : Thierry la Fronde, série, épisode Le fléau de Dieu de  Jean-Claude Deret : Zakaria
- 1968 : La Dame fantôme, téléfilm de François Gir
- 1972 : L'Atlantide, téléfilm de Jean Kerchbron : Ben Cheikh

- 1973 : L'Alphomega, série de Lazare Iglesis : Prince Raheem Abdel Rasheem
- 1973 : Karatekas and Co, série ORTF en 6 épisodes - La couronne d'Attila
- 1974 : Le Dessous du ciel, sérié de Roger Gillioz : Le Prince
- 1976 : Évasion (هروب)
- 1977 : La star de la saison (نجم الموسم)
- 1978 : Les Enquêtes du commissaire Maigret, épisode : Maigret et l'Affaire Nahour de René Lucot : Fouad Ouéni
- 1978 : Après la perte (بعد الضياع)
- 1978 : Les rêves de garçon oiseau (أحلام الفتى الطائر)
- 1980 : Jeûne (صيام صيام)
- 1980 : Zainab et le trône  (زينب و العرش)
- 1981 : La sainte Kaaba (الكعبة المشرفة)
- 1981 : L'homme qui a perdu sa mémoire deux fois (الرجل الذي فقد ذاكرته مرتين)
- 1982 : La mer qui parle (و قال البحر)
- 1982 : Le chemin perdu (و تاه الطريق)
- 1982 : L'ami (النديم)
- 1983 : L'examen (الامتحان)
- 1984 : Demain les fleurs fleuriront (غدا تتفتح الزهور)
- 1984 : Voyage vers le Million (رحلة المليون)
- 1984 : Le bourreau et l'amour (الجلاد و الحب)
- 1986 : La fosse (الحفرة)
- 1987 : Sonboul après le Million (سنبل بعد المليون)
- 1987 : L'épouse (الزوجة أول من يعلم)
- 1987 : La patience (سكة الصابرين)
- 1988 : Le prix de la peur (ثمن الخوف)
- 1988 : L'étendard blanc (الراية البيضا)
- 1989 : Un rendez-vous avec un absent (موعد مع الغائب)
- 1989 : Les années d'amour (الحب و سنينه)
- 1991 : Au revoir (و داعا يا ربيع العمر)
- 1992 : Et l'amour continue (و لا يزال الحب مستمرا)
- 1992 : Maison de la famille (بيت العيلة)
- 1993 : La Fortune de Gaspard, téléfilm de Gérard Blain : Féréor
- 1993 : Les feuilles d'automne (أوراق الخريف)
- 1994 : Journal de Wanis (يوميات ونيس)
- 1996 : Un époux de Paris (عريس من باريس)
- 1996 : Un message dangereux (رسالة خطرة)
- 1996 : Une femme différente (امرأة مختلفة)
- 1997 : Contre-courant (ضد التيار)
- 1997 : Jumeau (التوأم)
- 1999 : Mots (كلمات)
- 1999 : La famille de Shems (عائلة شمس)
- 2000 : La lune (وجه القمر)
- 2002 : Le chevalier sans cheval (فارس بلا جواد)
- 2002 : Les amis (الأصدقاء)
- 2003 : Question de principe (مسألة مبدأ)
- 2003 : Voyage d'une vie (رحلة العمر)
- 2004 : L'aube d'une nuit d'été (فجر ليلة صيف)
- 2005 : La marina et le marin (المرسى و البحَّار)
- 2005 : Vivre dans le coma (عايش في الغيبوبة)
- 2006 : Louis la Brocante, série, épisode La Fin des abricots : Hassan
- 2006 : Le Caire vous souhaite la bienvenue (القاهرة ترحب بكم)
- 2009 : Wanis et ses petits-fils (يوميات ونيس و أحفاده)
- 2010 : Wanis et ses jours (ونيس و أيامه)
- 2011 : Les portes de la peur (أبواب الخوف)
- 2013 : Wanis, le peuple et le pays (ونيس و العباد و أحوال البلاد)
- 2013 : Les crocodiles du Nil (تماسيح النيل)
- 2015 : La Hara (حارة اليهود)
- 2016 : Le plaisir (الكيف)
- 2018 : La famille (بالحجم العائلي)

## Théâtre
- 1947 : Très ado sans rien
- 1950 : Nous avons les mains rouges de Jean Meckert, mise en scène Marcel Cuvelier, Théâtre Verlaine
- 1952 : La Jacquerie de Prosper Mérimée, mise en scène Clément Harari, Théâtre Charles de Rochefort
- 1957 : L'Autre Alexandre de Marguerite Liberaki, mise en scène Claude Régy, Théâtre de l'Alliance française
- 1958 : Les Murs de Palata d'Henri Viard, mise en scène Georges Douking, Théâtre du Vieux-Colombier
- 1960 : Hamlet de William Shakespeare, mise en scène Philippe Dauchez, Maurice Jacquemont, Théâtre des Champs-Élysées
- 1961 : La Nuit des rois de William Shakespeare, mise en scène Jean Le Poulain, Théâtre du Vieux-Colombier
- 1963 : Les Parachutistes de Jean Cau, mise en scène Antoine Bourseiller, Studio des Champs-Elysées
- 1965 : Le Dossier Oppenheimer de Jean Vilar, mise en scène Jacques Mauclair, Théâtre des Célestins
- 1967 : La Dévotion à la croix d'après Pedro Calderón de la Barca, mise en scène Pierre Valde, Grand Théâtre de Limoges
- 1967 : Shéhérazade de Jules Supervielle, mise en scène Jean Rougerie, Théâtre des Mathurins
- 1967 : Le Cid de Corneille, mise en scène Pierre Valde, Théâtre de Colombes
- 1967 : Vassa Geleznova de Maxime Gorki, mise en scène Pierre Valde, Théâtre de Colombes
- 1968 : Le Malade imaginaire de Molière, mise en scène Pierre Valde, Théâtre de Colombes
- 1969 : Frédéric de Robert Lamoureux, mise en scène Pierre Mondy, Théâtre des Ambassadeurs
- 1969 : Savonarole ou Le Plaisir de Dieu seul de Michel Suffran, mise en scène Jean-Pierre Laruy, Centre Théâtral du Limousin Limoges
- 1969 : Toro Tumbo de Clément Harari, mise en scène de l'auteur, Théâtre de la Cité internationale
- 1970 : Oh ! America ! d'Antoine Bourseiller, mise en scène de l'auteur, Théâtre du Gymnase
- 1977 : Boîte, Mao, boîte ou Citations de Mao-Tse-Toung d'Edward Albee, adaptation Matthieu Galey, mise en scène Laurent Terzieff, Théâtre du Lucernaire

## Distinctions

### Récompenses
- Festival du film et des cultures méditerranéennes de Bastia 1991 : prix d'interprétation pour Poussière de diamants[7].
- Biennale des cinémas arabes de l'IMA (Institut du monde arabe) 1992 : prix d'interprétation pour Poussière de diamants[7].
- Magazine Visions 1992 : prix d'interprétation pour Poussière de diamants[7].
- Festival méditerranéen des nouveaux réalisateurs de Larissa 2004 : prix d'interprétation pour La Danse éternelle[8].
- Festival international du film de Dubaï 2011 : récompense pour l'ensemble de sa carrière[9].
- Ambassadeur de la paix auprès de l'Organisation des Nations unies.

### Décorations
- Grand-croix de l'Ordre du Mérite civil (Égypte).
- Chevalier de la Légion d'honneur (France)[6].
- Grand-officier de l'Ordre national du Mérite (Tunisie)[10],[11].